# Політика гласності
Гласність — політичний термін, що позначає політику максимальної відвертості (відкритості) у діяльності державних установ і свободи інформації. У вузькому сенсі, в сучасному слововживанні, основний компонент політики перебудови, яку проводив М. С. Горбачов у другій половині 1980-х років у СРСР і полягала в істотному ослабленні цензури і знятті існуючих у радянському суспільстві численних інформаційних бар'єрів.

## У Російській імперії
Як політичний термін, слово «гласність» вперше стало використовуватися у Російській імперії наприкінці 1850-х, позначаючи ослаблення цензурного контролю за періодичними виданнями, а пізніше також відкритість у прийнятті рішень і процесі роботи деяких органів влади — насамперед судів, у рамках судової реформи Олександра II, що прийшла на зміну «канцелярській таємниці».

## Гласність у СРСР
Мітинг гласності — мітинг, проведений дисидентами і співчуваючими 5 грудня 1965 року на Пушкінській площі у Москві. Став першою публічною політичною демонстрацією у післявоєнному СРСР.
Увійшло до широкого вжитку з 1987 року як позначення одного з ключових напрямів реформ («гласність — перебудова — прискорення»), що проводилися у 1987 — 1991 роках М. С. Горбачовим на посту Генерального секретаря ЦК КПРС і Президента СРСР, широко відомих під загальною назвою «Перебудова». Тоді ж виникли і гасла моменту: «Більше гласності! Більше демократії!». При цьому «першим відблиском зорі гласності» називають статтю Євгенія Додолева у газеті «Московський комсомолець» за листопад 1986 року, що отримала широкий резонанс.
Вперше про гласність заговорили на XXVII з'їзді КПРС у лютому 1986 року. Тоді основною її метою бачилося звернення уваги людей на окремі «недоліки, слабкості та діри» існуючої господарської системи, з метою їх оперативного усунення.
Однак незабаром гласність виходить за початково задані рамки; тепер її суттю стає зняття існуючих численних інформаційних табу. З 1987 року найобговорюванішими у пресі питаннями стають ті, які раніше воліли замовчувати: епоха правління Сталіна, привілеї партноменклатури, секс взагалі і проституція зокрема, бюрократизм радянської державної машини, екологічні проблеми.
«До весни 1989 р. офіційно санкціонована гласність втілилася в практично необмежену свободу слова», — вважає Арчі Браун.
До 1990 року у суспільстві починає переважати орієнтація на західні цінності, демократію, вільний ринок. У країні вперше виникає легальна опозиція соціалістичному режиму, яка поступово приходить до влади в деяких союзних республіках і бере курс на їх відділення від СРСР. Наприкінці 1991 року Радянський Союз перестав існувати.
У період гласності було звільнено багато дисидентів, і правозахисна діяльність не супроводжувалася судовими переслідуваннями; зокрема, поширення непідцензурної інформації (самвидав) не придушувалося; більш того, гострі питання обговорювалися у центральній пресі; з'являлися критичні публікації.
З березня 1987 року у зв'язку з оголошеною гласністю в бібліотеках почалося повернення книг із спецхранів у відкриті фонди.
Після публікації 13 березня 1988 року в газеті «Радянська Росія» антиперебудовній статті «Не можу поступатися принципами» публікація антисталінських статей у пресі, на думку деяких, стала заборонятись.

## Цивільний процес
Ст. 2 част. 3 п. 3) ЦПК станом 14.03.2019 р.

## Виконавче провадження
Ст. 2 п. 6) відповідно до ЗУ "Про виконавче провадження" станом 15.03.2019 р.

## У культурі

### У фольклорі
Популярність одержали рядки, які перефразовують вірш О. С. Пушкіна «До Чаадаєва»:

Товариш, знай: пройде вона,

Так звана «гласність»,

І ось тоді держбезпека

Пригадає наші імена!

Відомі анекдоти епохи перебудови:

Петька запитує Чапаєва:

— Василь Іванович, що таке «гласність»?

— Це значить, Петька, що ти можеш говорити що завгодно і про мене, і про комісара, і ні-чо-го, Петька, тобі за це не буде …

— Справді нічого?!

— Нічого, Петько. Ні нової шашки, ні бурки, ні чобіт!

Штірліц зайшов до резиденції Абвера й на своїй двері побачив табличку: «Резиденція радянської розвідки». «Гласність», — подумав Штірліц.